# 山踊美輝
山踊 美輝（やまと みき、1990年1月4日 - ）は日本のタレント。大阪府出身。血液型O型.身長162cm。スリーサイズはB82W54H82。
2007年1月に東京で雑誌からデビューしてモデル、女優、タレント活動をしていた。2008年12月からは大阪を拠点として活動し歌手として定期的にライブ活動も行うなど、オフィシャルのアメーバブログでも数々の人気芸能人を抜き芸能人部門で30位内に入るなど悦大な人気を誇り業界から注目されている。

## 経歴

### テレビ
- ABC「おはよう朝日土曜日です」モデル出演
- ABC「ビーバップハイヒール」
- サンTV「ジャメブ」
- 関西テレビ「炎上base」
- 関西テレビ「ゼッタイジャル」
- 映画主役出演
- 雑誌表紙巻頭10ページ独占